# Le Baptême (nouvelle, 1885)
Ne doit pas être confondu avec Le Baptême (nouvelle, 1884).
Pour les articles homonymes, voir Le Baptême.
Le Baptême est une nouvelle de Guy de Maupassant, parue en 1885.

## Historique
Le Baptême est une nouvelle publiée initialement dans le quotidien Gil Blas du 13 janvier 1885, avant d'être reprise dans le recueil Monsieur Parent.

## Résumé
Un drame de l’alcool, en Bretagne, dans un petit village aux environs de Pont-l’Abbé. Dans une maison de campagne, près de Pont-l'Abbé, vit un vieux médecin de marine. Le père Kérandec, son jardinier, vient lui demander d'être parrain de son garçon. Et, le 2 janvier, les voilà en route vers l'église…

## Éditions
- Gil Blas, 1885.
- Monsieur Parent, recueil paru en 1885 chez l'éditeur Paul Ollendorff.
- Maupassant, Contes et Nouvelles, tome II, texte établi et annoté par Louis Forestier, éditions Gallimard, Bibliothèque de la Pléiade, 1979.